# Power Macintosh 5500
De Power Macintosh 5500 is een personal computer die ontworpen, gefabriceerd en verkocht werd door Apple Computer van februari 1997 tot maart 1998. Net als de Power Macintosh 5260 en 5400 die eraan voorafgingen is de 5500 een alles-in-één-computer, op basis van een PowerPC 603ev-processor op 225, 250 of 275 MHz.
De Power Macintosh 5500 was bedoeld voor de educatieve markt, ter vervanging van de Power Macintosh 5400 die een jaar eerder aangeboden werd. Het is de laatste alles-in-één-computer van Apple die de behuizing van de Power Macintosh 5200 LC gebruikt. De opvolger, de Power Macintosh G3 All-In-One, gebruikte een aanzienlijk ander ontwerp.
De 225 en 250 MHz-modellen werden geproduceerd in beige en zwart, terwijl de zeldzamere 275 MHz-modellen alleen in zwart verkrijgbaar waren. In tegenstelling tot de 5400 heeft de 5500 geen RAM op de printplaat gesoldeerd. Er zijn twee geheuvensleuven die elk maximaal 64 MB kunnen ondersteunen, voor een totaal maximaal geheugen van 128 MB, 8 minder dan de 5400. De 5500 beschikt ook over één PCI-slot.
De 5500 heeft een ATI 3D Rage II+ DVD grafische kaart met 2 MB videogeheugen. Er kan een optionele DB-15-connector toegevoegd worden die het mogelijk maakt om een extern scherm aan te sluiten. De uitvoer van dit scherm weerspiegelt het hoofdscherm, geschikt voor presentaties. Er waren ook optionele multimedia-uitbreidingskaarten beschikbaar. In Europese modellen waren dit een S-Videokaart en een Philips tv-tunerkaart die ook over een audio-ingang beschikte. Zwarte 5500's met deze configuratie werden op de markt gebracht als Director Edition in Noord-Amerika en Australië.

## Modellen
Hoewel Apple op dat moment de merken "Performa" en "LC" had stopgezet, boden ze nog steeds verschillende configuraties aan voor de educatieve markt en de consumentenmarkt.
Beschikbaar vanaf 17 februari 1997:
- Power Macintosh 5500/225:[3][a] 16 MB RAM, 2 GB HD, 12× cd-rom
  - Educatieve markt: 32 MB RAM, 24x cd-rom, Ethernet
  - Japense consumentenmarkt: 32 MB RAM, 4 GB HD, 33,6k modem, 24x cd-rom, Ethernet
  - Europese consumentenmarkt: 32 MB RAM, 2 GB HD, 33,6k modem, 24x cd-rom, Ethernet
- Power Macintosh 5500/250:[4] verkocht in Japan en Australië
  - Japanse en Australische consumentenmarkt: 32 MB RAM, 4 GB HD, 24x cd-rom, Video in, 33,6k modem
  - Amerikaanse educatieve markt: 32 MB RAM, 24x cd-rom, Video in, NTSC out, Ethernet

Beschikbaar vanaf 1 maart 1997:
- Power Macintosh 5500/275:[5] verkocht in Europa

## Specificaties
- Processor: PowerPC 603ev @ 225, 250, 275 MHz
- FPU : geïntegreerd in de processor
- PMMU : geïntegreerd in de processor
- Systeembus snelheid: 50 MHz
- ROM-grootte: 4 MB
- Databus: 64 bit
- RAM-type: 70 ns 168-pin DIMM
- Standaard RAM-geheugen: 32 MB
  - Uitbreidbaar tot maximaal 128 MB
  - RAM-sleuven: 2
- Standaard video-geheugen: 2 MB VRAM
  - Uitbreidbaar tot maximaal 2 MB VRAM
- Standaard diskettestation: 3,5-inch, 1,44 MB (manueel)
- Standaard harde schijf: 2 GB (IDE)
- Standaard optische schijf: 12x of 24x cd-rom
- Uitbreidingssleuven: 1 PCI, Comm II, Video I/O, tv
- Type batterij: 4,5 volt Alkaline
- Beeldscherm: 38 cm (15-inch), kleur[b]
- Uitgangen:
  - 1 ADB-poort (mini-DIN 4) voor toetsenbord en muis
  - 1 video-poort (DB-15)[c]
  - 1 SCSI-poort (DB-25)
  - 2 seriële GeoPort poorten (mini-DIN 9)
  - 1 audio-uit (3,5 mm jackplug)
  - 1 koptelefoon (3,5 mm jackplug)
  - 1 ethernet (RJ-45)
- Ondersteunde systeemversies: 7.5.5 t/m 9.1
- Afmetingen: 44,5 cm × 40,6 cm × 38,3 cm  (hxbxd)[2]
- Gewicht: 21,3 kg

Uit productie: 1984: Macintosh 128K, Macintosh 512K · 1985: Macintosh XL · 1986: Macintosh Plus · 1987: Macintosh II, Macintosh SE · 1988: Macintosh IIx · 1989: Macintosh SE/30, Macintosh IIcx, Macintosh IIci, Macintosh Portable · 1990: Macintosh IIfx, Macintosh Classic, Macintosh IIsi, Macintosh LC serie · 1991: Macintosh Quadra 700, Macintosh Quadra 900, Apple PowerBook · Macintosh Classic II · 1992: Macintosh IIvx, Macintosh Quadra 950, PowerBook Duo, Macintosh Performa serie · 1993: Macintosh Centris serie, Macintosh Color Classic, Macintosh TV · Apple Workgroup Server · 1994: Power Macintosh · 1997: Power Macintosh G3, PowerBook G3, Twentieth Anniversary Macintosh · 1998: iMac · 1999: iBook, Power Mac G4 · 2000: Power Mac G4 Cube · 2001: PowerBook G4 · 2002: eMac, iMac G4 · 2003: Xserve, Power Mac G5 · 2004: iMac G5 · 2005: Mac mini · 2006: MacBook · 2015: MacBook (Retina) · 2017: iMac Pro

Huidige modellen: MacBook Air, MacBook Pro, iMac, Mac mini, Mac Studio, Mac Pro